# بازمانده برگزیده
بازمانده برگزیده (انگلیسی: Designated Survivor) سریالی آمریکایی در ژانر دلهره‌آور سیاسی و به کارگردانی دیوید گوگنهایم می‌باشد.
از بازیگران این سریال می‌توان به کیفر ساترلند، ناتاشا مک‌الهون و آدان کانتو اشاره کرد.

## اقتباس بین‌المللی
سریال بازسازی کره جنوبی با عنوان بازمانده برگزیده: ۶۰ روز توسط استودیو دراگون توسعه یافته و توسط دی‌کی ئی‌انداِم تولید شده‌است و در ۱ ژوئیه ۲۰۱۹ از تی‌وی‌ان در کره جنوبی و از نتفلیکس در سراسر جهان پخش شد. جی جین هی در این سریال نقش اصلی را بازی می‌کند.